# Grube Nebo
Die Grube Nebo ist eine ehemalige Eisen-Grube des Bensberger Erzreviers in Bergisch Gladbach. Das Gelände gehört zum Stadtteil Romaney. Das Grubenfeld wurde am 11. Januar 1869 auf Eisen verliehen und befand sich in jüdischem Eigentum. Vom Berg Nebo aus sah Moses das Gelobte Land. Die Berechtsamsakte der Grube Nebo wurde durch Beschluss des Oberbergamtes Bonn vom 18. September 1937 gelöscht. Das heißt, sie wurde entsprechend dem Zeitgeist des NS-Regimes vernichtet, um die Existenz der Grube und die Erinnerung an diesen Grubennamen dauerhaft zu beseitigen. Im Berggrundbuch findet sich folgender Vermerk: „Wegen Aufhebung des Bergwerkseigentums geschlossen am 10. November 1937.“ Der Fundpunkt lag zwischen dem Friedhof Herrenstrunden und dem Hof Großbüchel. In dem landwirtschaftlich genutzten Gelände sind keine sicheren Spuren von Bergbau mehr zu finden. Über die  Betriebstätigkeiten ist nichts bekannt.